# Mazda CX-30
Mazda CX-30 — компактный кроссовер японского автопроизводителя Mazda. Представлен в марте 2019 года на Женевском автосалоне. В модельном ряду занимает место между моделями CX-3 и CX-5. Продажи автомобиля начались на большинстве рынков в конце 2019 - начале 2020 года. Изначально должен был называться Mazda CX-4, но такая модель уже продаётся в Китае.
Наохито Сага, программный менеджер автомобиля, говорит, что в США CX-30 нацелен на молодых водителей, у которых пока нет детей. В Европе и в Японии модель, однако, позиционируется уже как семейный автомобиль.
Кроссовер доступен либо с одним из трёх бензиновых двигателей либо с одним дизельным, а также с одной из двух трансмиссий: 6-ступенчатая механика или 6-ступенчатый автомат.
Даты начала продаж на рынках:
- Япония — 24 октября 2019[2]
- Мексика — ноябрь 2019[5]
- Великобритания — декабрь 2019[6]
- Северная Америка, Индонезия — январь 2020

В январе 2020 года в базе данных Росстандарта появились сертификационные документы на кроссовер, что означает скорое начало продаж в России.

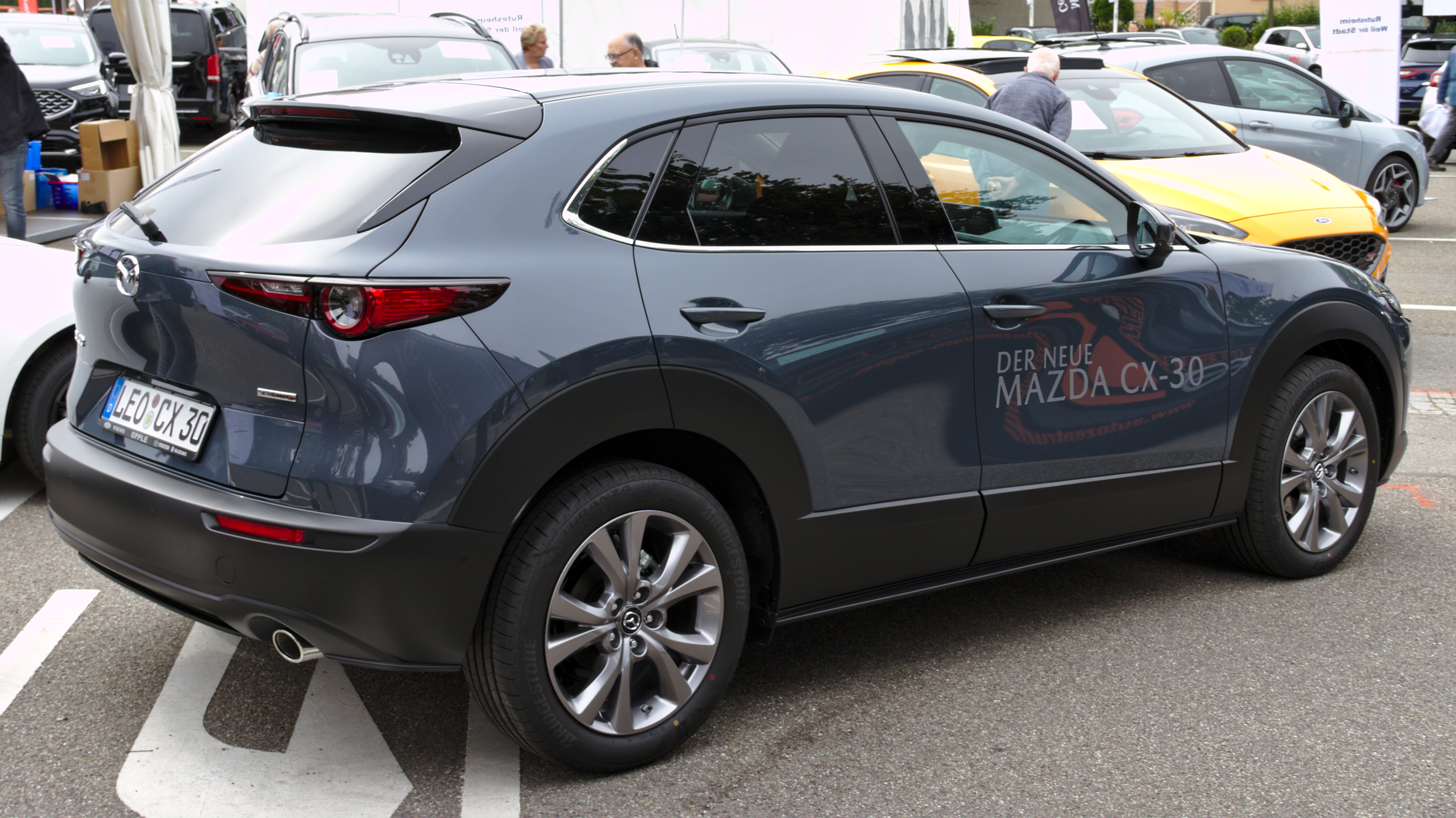
Вид сзади
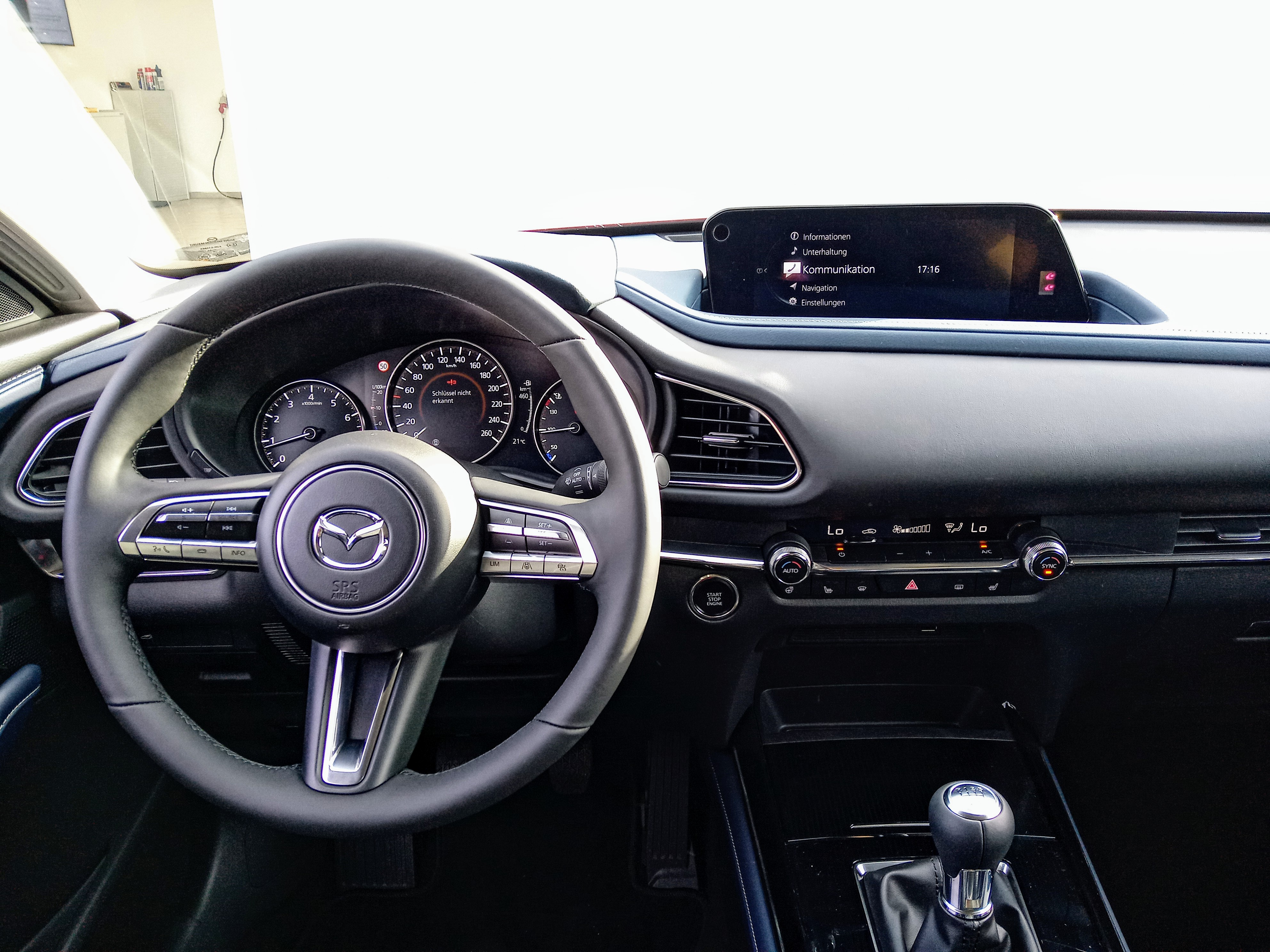
Интерьер

## Безопасность
Автомобиль прошёл краш-тест EuroNCAP в 2019 году:
| Euro NCAP                                                   | Euro NCAP | Euro NCAP | Euro NCAP             |
| ----------------------------------------------------------- | --------- | --------- | --------------------- |
| · общий рейтинг                                             |           |           |                       |
| 99%                                                         | 86%       | 80%       | 77%                   |
| взрослый пассажир                                           | ребёнок   | пешеход   | активная безопасность |
| Протестированная модель: MAZDA CX-30 2.0 petrol, LHD (2019) |           |           |                       |